# Come si fa un Martini
Come si fa un Martini è un film italiano del 2001, diretto da Kiko Stella.

## Trama
Una sera d'inizio estate, un ristorante milanese alla moda, una divertita discussione su come si prepari un Martini. Questo il pretesto per raccontare sogni e frustrazioni di un gruppo di persone post new economy: ci sono Bruno e Francesca, coppia ormai in crisi; Rita, innamorata in maniera infantile di Giulio; Carla e Dario, troppo timidi e goffi per confessarsi il loro amore...